# Euphrasia ciliolata
Euphrasia ciliolata là loài thực vật có hoa thuộc họ Cỏ chổi. Loài này được W.R.Barker mô tả khoa học đầu tiên năm 1982.